# Омагьосаната къща
„Омагьосаната къща“ (на английски: The House of Magic/Thunder and The House of Magic в САЩ; на френски: Le Manoir magique) е англоезична белгийско-френска компютърна анимация от 2013 година на режисьорите Джеръми Дегрюсън и Бен Стасен. Филмът се разказва за една изоставено котенце, който намира убежище в една стара къща, където живее един стар магьосник. Премиерата на филма е на 25 декември 2013 г. в Белгия и Франция.

## Актьорски състав
- Синда Адамс – сестра Бакстър
- Джордж Бабит – Джак / Карло / Золтар
- Браян Сидъл (кредитирана като Мъри Блу) – Гръм / Дилън
- Катлийн Бауърс – Карла
- Джоуи Кеймън – Чихуахуа
- Грант Джордж – Даниел
- Шанел Грей – Маги
- Нина Грило – Одри
- Кайл Хърбърт – Марк Матюс
- Голди Джонси – Старица
- Кендра Лийф – Ласондра
- Джоуи Лотско – Господин Еймс
- Мили Мъп – Госпожа Еймс
- Уил Паркс – Майк Матюс
- Сейдж Сомър – Изи
- Майкъл Сорич – Оператор на кран
- Дъг Стоун – Лорънс Савил
- Джоузеф Тери – Реджи Уилс

## В България
В България филмът излиза по кината на 16 май 2014 г. от А Плюс Филмс, а на 9 февруари 2015 излиза на DVD.
По-късно се излъчва многократно по Vivacom Arena.

## Синхронен дублаж
| Роля           | Изпълнител         |
| -------------- | ------------------ |
| Гръм           | Татяна Етимова     |
| Чихуахуа       | Момчил Степанов    |
| Г-н Лорънс     | Стефан Стефанов    |
| Даниел         | Иван Петков        |
| Изи            | Мина Костова       |
| Дилън          | Даниела Йорданова  |
| Марк           | Станислав Пищалов  |
| Маги           | Златина Тасева     |
| Джак           | Явор Караиванов    |
| Одри           | Даринка Митова     |
| Сестра Бакстър | Даринка Митова     |
| Карло          | Живко Джуранов     |
| Господин Имс   | Живко Джуранов     |
| Карла          | неизвестна актриса |
| Реджи Уилис    | Светломир Радев    |
| Работник       | Светломир Радев    |
| Госпожа Имс    | Яна Огнянова       |
| Золтар         | неизвестен актьор  |